# Лазер на барвниках

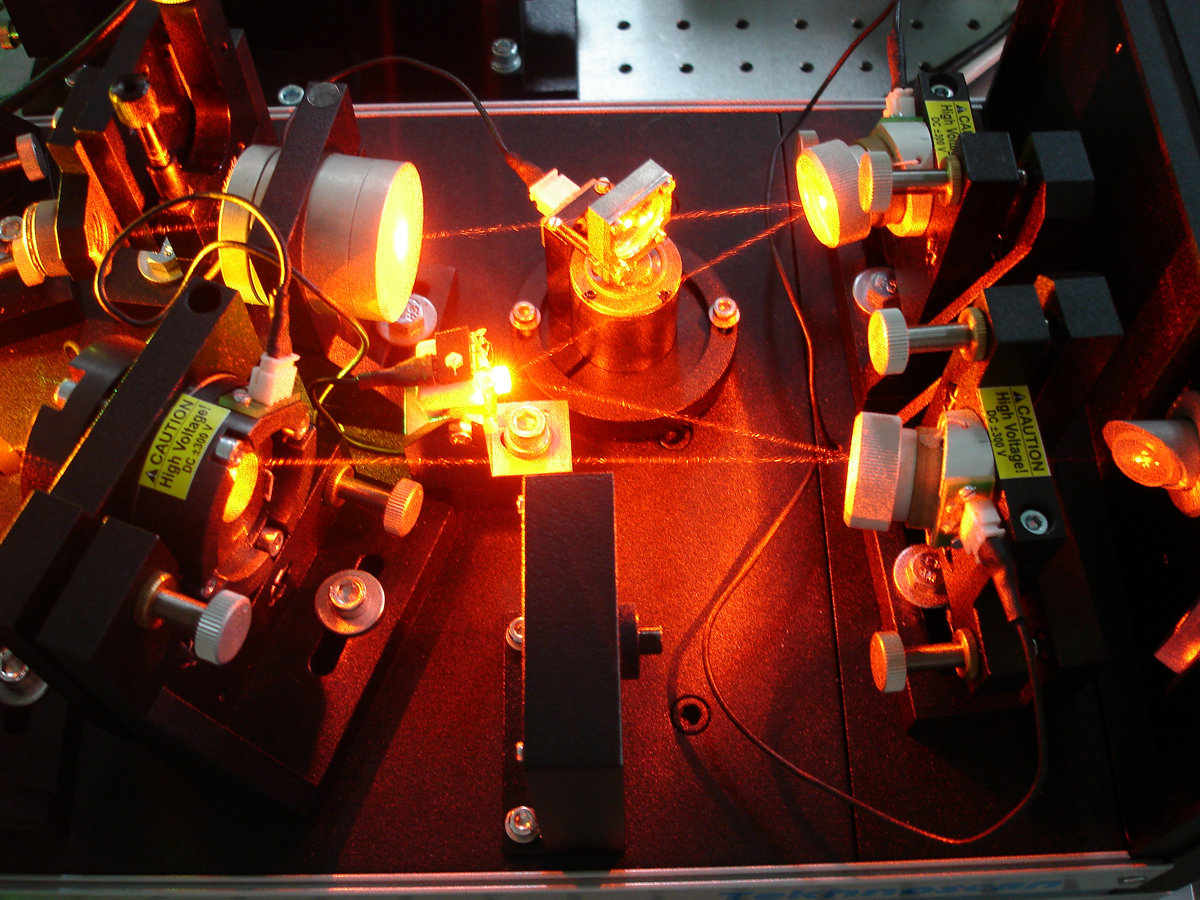
Лазер на барвнику

Лазери на барвниках — лазери, що використовують як активне середовище органічні барвники, зазвичай у формі рідкого розчину. Вони зробили революцію в лазерній спектроскопії і започаткували новий тип лазерів із тривалістю імпульсу менше пікосекунди (лазери надкоротких імпульсів).
Для нагніту нині зазвичай застосовують інший лазер, наприклад Nd:YAG із діодним нагнітом, або аргоновий лазер. Зрідка можна зустріти лазер на барвниках із нагнітом лампою-спалахом. Основна особливість лазерів на барвниках — дуже велика ширина контуру посилення. Нижче наведено таблицю параметрів деяких лазерів на барвниках.
| Барвник             | Центр лінії люмінесценції, нм | Робоча область лазера, нм | Область нагніту, нм | Прийнятна концентрація, ммоль/л |
| ------------------- | ----------------------------- | ------------------------- | ------------------- | ------------------------------- |
| Карбостирил 165     | 445                           | 419-485                   | 350-365             | 2,5                             |
| Кумарин 2           | 450                           | 435-485                   | 340-365             | 3                               |
| Кумарин 1           | 470                           | 450-495                   | 350-365             | 3                               |
| Кумарин 102         | 495                           | 470-515                   | 400-420             | 1                               |
| Кумарин 30          | 515                           | 495-545                   | 400-420             | 1                               |
| Кумарин 7           | 535                           | 505-565                   | 400-420             | 5                               |
| Кумарин 6           | 538                           | 521-551                   | 458-514             | 12,5                            |
| Флуоресцеїн         | 552                           | 538-573                   | 458-514             | 2,7                             |
| Родамін 110 (R110)  | 570                           | 540-600                   | 458-514             | 12,5                            |
| Родамін 6Ж (R6G)    | 590                           | 570-650                   | 458-514             | 2                               |
| Родамін Б (RB)      | 630                           | 601-675                   | 458-514             | 2                               |
| R101/R6G            | 645                           | 620-690                   | 458-514             | 1,5 R101 1,5 R6G                |
| Крезил-віолет/R6G   | 695                           | 675-708                   | 458-514             | 2,4                             |
| Нільський блакитний | 750                           | 710-790                   | 647-?               | 1                               |
| Оксазин 1(4)        | 750                           | 695-801                   | 647-672             | 0,6                             |
| DEOTC-P(4)          | 795                           | 765-875                   | 647-672             | 0.6                             |
| HITC-P(4)           | 875                           | 840-940                   | 647-672             | 0.74                            |

Існує два способи використовувати таку велику робочу ділянку лазера:
1. Перебудова довжини хвилі, де відбувається генерування — для лазерної спектроскопії,
2. Генерування зразу в широкому діапазоні — для генерування надкоротких імпульсів.

Відповідно до цих двох можливостей розрізняють і конструкції лазерів. Якщо для перебудови довжини хвилі використовується звичайна схема, тільки додаються блоки для термостабілізації та виділення випромінювання зі строго певною довжиною хвилі (зазвичай призма, дифракційна ґратка або складніші схеми), то для генерування надкоротких імпульсів потрібна вже значно складніша установка. Змінюється конструкція кювети з активним середовищем. Оскільки тривалість імпульсу лазера зрештою становить 100÷30 × 10−15 (світло у вакуумі за цей час встигає пройти лише 30÷10 мкм), інверсія населеності має бути максимальною, чого можна добитися лише дуже швидким прокачуванням розчину барвника. Щоб це здійснити, застосовують спеціальну конструкцію кювети з вільним струменем барвника (барвник прокачується зі спеціального сопла зі швидкістю близько 10 м/с). Найкоротші імпульси виходять при використанні кільцевого резонатора.

## Застосування
- Лазерна спектроскопія
- Стандарти частоти[en] (стандарти довжини хвилі)
- Лазери надкоротких імпульсів

З відкриттям вібронних кристалів і у зв'язку із загальним розвитком лазерної техніки, лазери на барвниках зустрічаються дедалі рідше. Їх замінюють, наприклад, титан-сапфірові лазери.